# Kolozs András
Kolozs András (Budapest, 1978. május 17. –) közgazdász, politikus, diplomata, a Fővárosi Közgyűlés volt tagja, az MSZP Budapest XVI. kerületi szervezetének volt elnöke.

## Életpályája
Német nyelvű tagozaton, a Szerb Antal Gimnáziumban érettségizett 1996-ban, emelt szinten. Miután elvégezte a gimnáziumot, az Általános Vállalkozási Főiskolán, a vállalkozásszervező szakon tanult tovább. Itt megszerezte az oklevelet 2000-ben, integrációs menedzser szakirányon. 2000 és 2002 között a Budapesti Közgazdaságtudományi és Államigazgatási Egyetem társadalomtudományi kar nemzetközi kapcsolatok szakán tanult tovább, ahol 2002-ben szerzett diplomát.
1999-ben a MOL Rt.-nél gyakornok. 2002–2003-ig a kormányszóvivő munkatársa, 2003-tól Gyurcsány Ferenc politikai főtanácsadója, majd 2004-től személyi titkára. 2006–2007-ig az MSZP Országos Központjában dolgozott. 2002–2006-ig, valamint 2010-2014-ig önkormányzati képviselő Budapest XVI. kerületében, 2006-2010 között a Fővárosi Közgyűlés tagja, kezdeményezésére fogadták el 2010-ben azt a rendeletet, amely betiltja a dohányzást a budapesti aluljárókban.
2016-2021 között Magyarország külgazdasági attaséja a Marokkói Királyságban

## Magánélete és családja
Angolul, németül, franciául és spanyolul beszél. Nős, két gyermek édesapja.